# Satu Mic, Satu Mare
Satu Mic este un sat în comuna Craidorolț din județul Satu Mare, Transilvania, România.

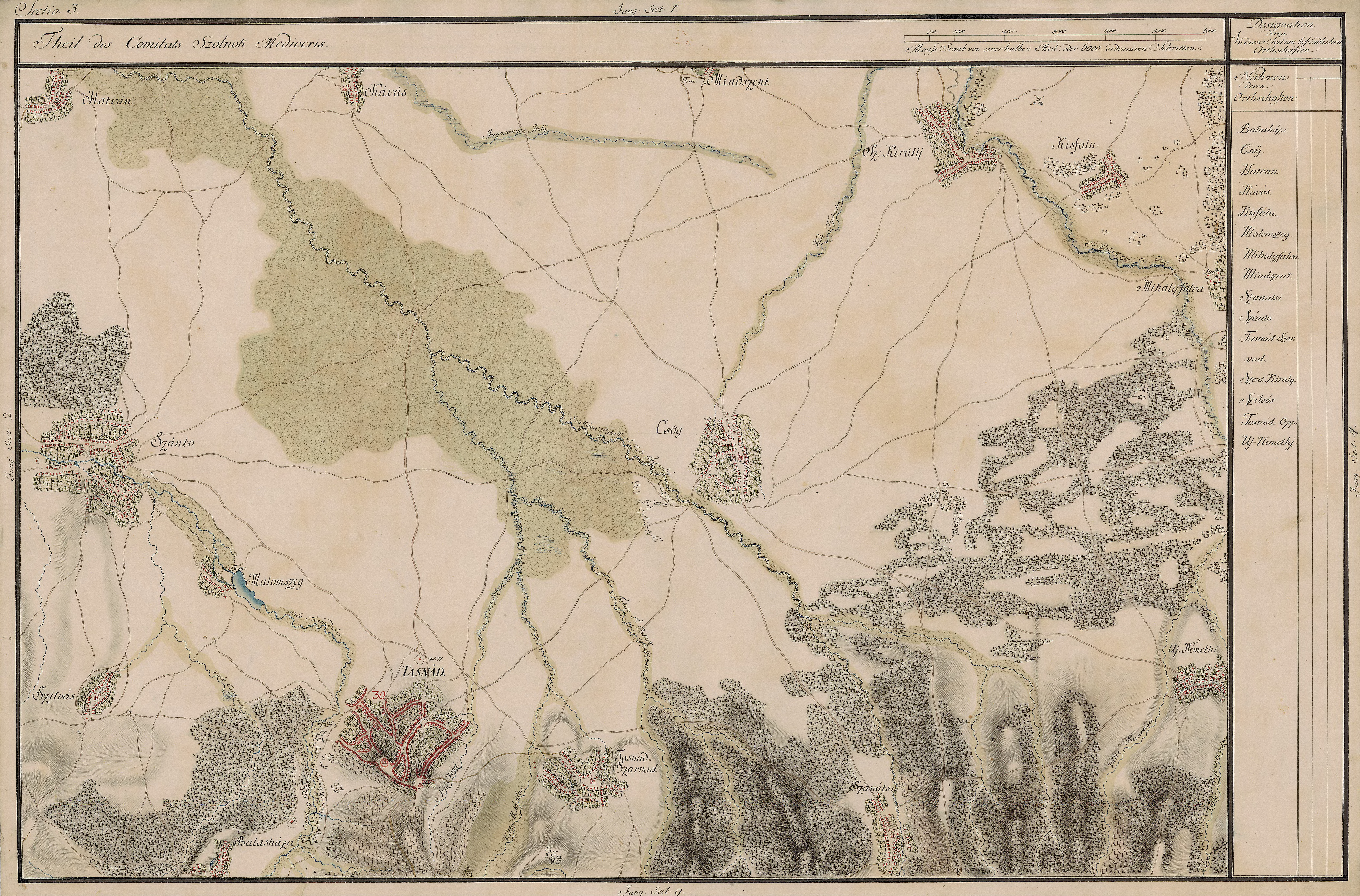
Satu Mic în Harta Iosefină a Transilvaniei

 Acest articol despre o localitate din județul Satu Mare este deocamdată un ciot. Puteți ajuta Wikipedia prin completarea lui.